# Daniele Paponi
Daniele Paponi (Ancona, 16 de abril de 1988) é um futebolista italiano que atualmente joga no Bologna.